# 오스트레일리아 오픈 남자 단식 우승자 목록
역대 오스트레일리아 오픈 남자 단식 우승자들의 목록이다.

## 목록

### 1969년 ~ 2000년
| 연도        | 우승자              | 준우승자            | 스코어                       | 비고          |
| ----------- | ------------------- | ------------------- | ---------------------------- | ------------- |
| 1969년      | 로드 레이버         | 안드레이 히메노     | 6-3, 6-4, 7-5                |               |
| 1970년      | 아서 애시           | 딕 크릴리           | 6-4, 9-7, 6-2                |               |
| 1971년      | 켄 로즈웰           | 아서 애시           | 6-1, 7-5, 6-3                |               |
| 1972년      | 켄 로즈웰           | 말 앤더슨           | 7-6, 6-3, 7-5                |               |
| 1973년      | 존 뉴컴             | 오니 파룬           | 6-3, 6-7, 7-5, 6-1           |               |
| 1974년      | 지미 코너스         | 필 덴트             | 7-6, 6-4, 4-6, 6-3           |               |
| 1975년      | 존 뉴컴             | 지미 코너스         | 7-5, 3-6, 6-4, 7-6           |               |
| 1976년      | 마크 에드먼슨       | 존 뉴컴             | 6-7, 6-3, 7-6, 6-1           |               |
| 1977년 1월  | 로스코 태너         | 기예르모 빌라스     | 6-3, 6-3, 6-3                |               |
| 1977년 12월 | 비타스 게룰라이티스 | 존 로이드           | 6-3, 7-6, 5-7, 3-6, 6-2      |               |
| 1978년      | 기예르모 빌라스     | 존 마크스           | 6-4, 6-4, 3-6, 6-3           |               |
| 1979년      | 존 사드리           | 존 마크스           | 7-6, 6-3, 6-2                |               |
| 1980년      | 브라이언 티처       | 킴 워워             | 7-5, 7-6, 6-2                |               |
| 1981년      | 요한 크리크         | 스티브 덴튼         | 6-2, 7-6, 6-7, 6-4           |               |
| 1982년      | 요한 크리크         | 스티브 덴튼         | 6-3, 6-3, 6-2                |               |
| 1983년      | 마츠 빌란데르       | 이반 렌들           | 6-1, 6-4, 6-4                |               |
| 1984년      | 마츠 빌란데르       | 케빈 커렌           | 6-7, 6-4, 7-6, 6-2           |               |
| 1985년      | 스테판 에드베리     | 마츠 빌란데르       | 6-4, 6-3, 6-3                |               |
| 1987년      | 스테판 에드베리     | 팻 캐시             | 6–3, 6–4, 3–6, 5–7, 6–3      |               |
| 1988년      | 마츠 빌란더         | 팻 캐시             | 6–3, 6–7(3–7), 3–6, 6–1, 8–6 |               |
| 1989년      | 이반 렌들           | 밀로슬라프 메치르   | 6–2, 6–2, 6–2                |               |
| 1990년      | 이반 렌들           | 스테판 에드베리     | 4–6, 7–6(7–3), 5–2           | 에드베리 기권 |
| 1991년      | 보리스 베커         | 이반 렌들           | 1–6, 6–4, 6–4, 6–4           |               |
| 1992년      | 짐 쿠리어           | 스테판 에드베리     | 6–3, 3–6, 6–4, 6–2           |               |
| 1993년      | 짐 쿠리어           | 스테판 에드베리     | 6–2, 6–1, 2–6, 7–5           |               |
| 1994년      | 피트 샘프러스       | 토드 마틴           | 7–6(7–4), 6–4, 6–4           |               |
| 1995년      | 안드레 아가시       | 피트 샘프러스       | 4–6, 6–1, 7–6(8–6), 6–4      |               |
| 1996년      | 보르시 베커         | 마이클 창           | 6–2, 6–4, 2–6, 6–2           |               |
| 1997년      | 피트 샘프러스       | 카를로스 모야       | 6–2, 6–3, 6–3                |               |
| 1998년      | 페트로 코르다       | 마르셀로 리오스     | 6–2, 6–2, 6–2                |               |
| 1999년      | 에브게니 카펠니코프 | 토마스 엔크비스트   | 4–6, 6–0, 6–3, 7–6(7–1)      |               |
| 2000년      | 안드레 애거시       | 예브게니 카펠니코프 | 3–6, 6–3, 6–2, 6–4           |               |

### 2001년 이후
| 연도   | 우승자        | 준우승자            | 스코어                       | 비고 |
| ------ | ------------- | ------------------- | ---------------------------- | ---- |
| 2001년 | 안드레 애거시 | 아르노 클레망       | 6–4, 6–2, 6–2                |      |
| 2002년 | 토마스 요한손 | 마라트 사핀         | 3–6, 6–4, 6–4, 7–6(7–4)      |      |
| 2003년 | 안드레 애거시 | 라이너 슈틀러       | 6–2, 6–2, 6–1                |      |
| 2004년 | 로저 페더러   | 마라트 사핀         | 7–6(7–3), 6–4, 6–2           |      |
| 2005년 | 마라트 사핀   | 레이트 휴잇         | 1–6, 6–3, 6–4, 6–4           |      |
| 2006년 | 로저 페더러   | 마르코스 바그다티스 | 5–7, 7–5, 6–0, 6–2           |      |
| 2007년 | 로저 페더러   | 페르난도 곤살레스   | 7–6(7–2), 6–4, 6–4           |      |
| 2008년 | 노박 조코비치 | 조 윌프리드 송가    | 4–6, 6–4, 6–3, 7–6(7–2)      |      |
| 2009년 | 라파엘 나달   | 로저 페더러         | 7–5, 3–6, 7–6(7–3), 3–6, 6–2 |      |
| 2010년 | 로저 페더러   | 앤디 머리           | 6–3, 6–4, 7–6(13–11)         |      |
| 2011년 | 노박 조코비치 | 앤디 머리           | 6–4, 6–2, 6–3                |      |
| 2012년 | 노박 조코비치 | 라파엘 나달         | 5–7, 6–4, 6–2, 6–7(5–7), 7–5 |      |
| 2013년 | 노박 조코비치 | 앤디 머리           | 6–7(2–7), 7–6(7–3), 6–3, 6–2 |      |
| 2014년 | 스탄 바브링카 | 라파엘 나달         | 6–3, 6–2, 3–6, 6–3           |      |
| 2015년 | 노박 조코비치 | 앤디 머리           | 7–6(7–5), 6–7(4–7), 6–3, 6–0 |      |
| 2016년 | 노박 조코비치 | 앤디 머리           | 6–1, 7–5, 7–6(7–3)           |      |
| 2017년 | 로저 페더러   | 라파엘 나달         | 6–4, 3–6, 6–1, 3–6, 6–3      |      |
| 2018년 | 로저 페더러   | 마칠 칠리치         | 6–2, 6–7(5–7), 6–3, 3–6, 6–1 |      |
| 2019년 | 노박 조코비치 | 라파엘 나달         | 6–3, 6–2, 6–3                |      |
| 2020년 | 노박 조코비치 | 도미니크 팀         | 6–4, 4–6, 2–6, 6–3, 6–4      |      |
| 2021년 | 노박 조코비치 | 다닐 메드베데프     | 7–5, 6–2, 6–2                |      |
| 2022년 | 라파엘 나달   | 다닐 메드베데프     | 2–6, 6–7(5–7), 6–4, 6–4, 7–5 |      |
| 2023년 | 노박 조코비치 | 스테파노스 치치파스 | 6–3, 7–6(7–4), 7–6(7–5)      |      |
| 2024년 | 야닉 시너     | 다닐 메드베데프     | 3–6, 3–6, 6–4, 6–4, 6–3      |      |
| 2025년 | 야닉 시너     | 알렉산더 즈베레     | 6–3, 7–6(7–4), 6–3           |      |

## 같이 보기
- 오스트레일리아 오픈 여자 단식 우승자 목록
- 프랑스 오픈 남자 단식 역대 우승자
- 역대 윔블던 남자 단식 우승자 목록
- US 오픈 남자 단식 역대 우승자